# Coxicerberus kiiensis
Coxicerberus kiiensis är en kräftdjursart som först beskrevs av Nunomura 1973.  Coxicerberus kiiensis ingår i släktet Coxicerberus och familjen Microcerberidae. Inga underarter finns listade i Catalogue of Life.